# 고금면
고금면(古今面)은 전라남도 완도군에 속하며, 고금도의 행정 명칭이다. 각 리(里)마다 집성촌(集姓村)을 이루고 있다. 역사적으로 고대의 유적과 임진왜란 때의 전쟁 흔적이 존재하며, 대한민국의 남단에 위치한다는 지리적 특성 때문에 따뜻한 곳에서 자라는 식물들이 산재한다.
주변 바다는 어장으로서 특히 봄과 여름에는 남해성 어족이 산란하기 위해서 이 근방으로 몰려와 어로작업이 성황을 이룬다. 굴·김의 양식업과 수산 가공업이 발달하여 있다.
고금도와 신지도를 잇는 장보고 대교가 2017년 12월에 개통되었다.
2006년 임권택 감독의 작품, 천년학이 촬영지이다.

## 역사
삼한시대에는 마한, 삼국시대에는 백제, 통일신라시대에는 탐진현, 828년 완도군에 청해진이 설치되면서 청해진에, 고려시대에는 장흥부, 조선시대에는 1417년 도강군과 탐진현이 통합되어 강진현으로 개편되며  대구면 고금도가 되었다. 1896년 해남과 강진등의 부속섬들을 하나로 통합하여 완도군이 창설되면서 완도군 고금도가 되었다.
임진왜란 당시 이순신장군이 덕동에 수군본영을 설치하였다. 이순신장군이 노량해전에서 순국하자 유해를 충무리로 옮겨왔다가 다음해 충남 아산으로 예장하였다. 예로부터 수많은 사람들의 유배지로 유명하였다. 그리고 격전지로서 또 선사시대 유적지로서 그 흔적이 남아있다.

## 지리
완도군 동북부에 위치하며 유인도 3개섬과 무인도 14개섬으로 이루어져 있다. 강진군 마량면과 북일면 사이, 조약도(약산도), 신지도로 둘러싸여있다. 원래 섬이었던 척찬리, 화성리와 항동리를 잇는 항동방조제가 있다.
가장 높은 산은 214.5m의 봉황산, 덕암산 공원이 있는 189m의 덕암산, 봉수대 유적이 있는 망덕산이있다. 200m 내외의 산들이 산재해 있다. 농업·식수용으로 백운저수지, 덕암저수지, 내동저수지, 청학제가 있다.
반도남단과의 최단 거리는 약 800ｍ, 서쪽 완도와는 약 2km, 동쪽 조약도와는 약 300ｍ씩 각각 떨어져 있다. 해안선 길이 54.5km이고 동남 반부는 낮고 평평하다.

## 행정구역
면소재지는 농상리다. 처음에 농상리에 있던 면사무소는 1914년 조약면을 통합하면서 
 덕동리로 이전했다가 1949년 조약도가 약산면으로 분면하면서 면사무소가 농상리로 재이전했다.
| 법정리 | 행정리                                 |
| ------ | -------------------------------------- |
| 가교리 | 가교리, 교성리                         |
| 농상리 | 농상리, 대곡리, 석치리, 영부리         |
| 덕동리 | 넙도리, 덕동리, 윤동리, 충무리, 화성리 |
| 덕암리 | 이덕암리, 일덕암리                     |
| 도남리 | 장풍리, 도남리, 부곡리, 연동리, 척찬리 |
| 봉명리 | 봉명리, 봉성리, 장항리, 칠성리         |
| 상정리 | 상정리                                 |
| 세동리 | 내동리, 세동리, 신장리, 항동리         |
| 청용리 | 용초리, 청용리, 청학리                 |
| 회룡리 | 봉암리, 장중리, 회룡리                 |

## 부속 도서
- 가교리, 농상리, 덕동리, 덕암리, 도남리, 봉명리, 상정리, 세동리, 청용리, 회룡리 : 고금도
- 가교리 : 산233번지 섬
- 덕동리 : 넙도, 대게도, 원도, 인도, 장고도, 초완도, 해남도, 698번지 섬, 산39번지 섬
- 상정리 : 황도, 산173번지 섬
- 청용리 : 산318번지 섬

## 기후
남해 난류의 영향으로 온난다후의 해양성 기후를 이루며 난대 활엽수림이 무성하다. 연평균 기온은 13.9 ℃, 1월 평균기온 2.2 ℃, 8월 평균기온 26.3 ℃, 연강수량은 1,201 mm이다.

## 교통

고금대교

1999년 약산면과 이어주는 연도교인 약산대교가 완성되었고, 2007년 6월30일 강진군의 마량과 연결하는 연륙교인 고금대교가 개통되었다. 2010년 3월 3일 760m의 고금대교에 LED를 이용한 경관조명 150여개가 설치되었다.
강진군 마량에서 연결된 고금대교를 국도 제77호선이 들어오며 약산대교 방향으로 지방도 제830호선이 향한다. 강진 마량과 신지 완도읍간에 다리가 놓아지기 전에는 각각의 곳에 배가 다녔었다.
고금대교가 개통되어 광주에서 고금도까지 11차례 직행노선이 생겼다. 더불어 강진군내버스가 석치까지 11차례 연결되어 직접 강진읍과 연결된다. 또한 약산대교가 개통되며 덕동방향 버스노선이 약산면과 통합되어 운행한다.
- 버스 : 고금도 내를 다니는 버스와 배를 타고 신지도를 거쳐 완도읍까지 가는 버스가 있다.
- 택시 : 고금영흥택시와 고금개인택시가 영업중이다.
- 배 : 신지도 ~ 고금도를 다닌다.

## 주요시설
- 고금파출소
- 고금우체국
- 고금수협
- 고금농협
- 고금축협
- 고금보건지소
- 예비군고금면대
- 한전고금출장소
- 고금119안전센터

## 교육
- 고금초등학교 : 고금면 고금동로 17-33[4]
  - 고금국민학교 봉명분교 : 고금면 봉명리 228
  - 고금국민학교 용초분교 : 고금면 용초길 87
  - 고금국민학교 척찬분교 : 고금면 도남리 1210
  - 고금국민학교 청학분교 : 고금면 청용리 449
  - 고금초등학교 가교분교 : 고금면 가교길 30
  - 고금초등학교 덕동분교 : 고금면 고금동로 571
    - 덕동국민학교 초도분교 : 고금면 덕동리 산 170
    - 덕동초등학교 덕도분교 : 고금면 덕동리 산 101-3
- 고금남초등학교 : 고금면 회룡길 21
- 고금중학교 : 고금면 농상도남길 16-38
- 고금고등학교 : 고금면 고금로684번길 15

## 경제

### 농업

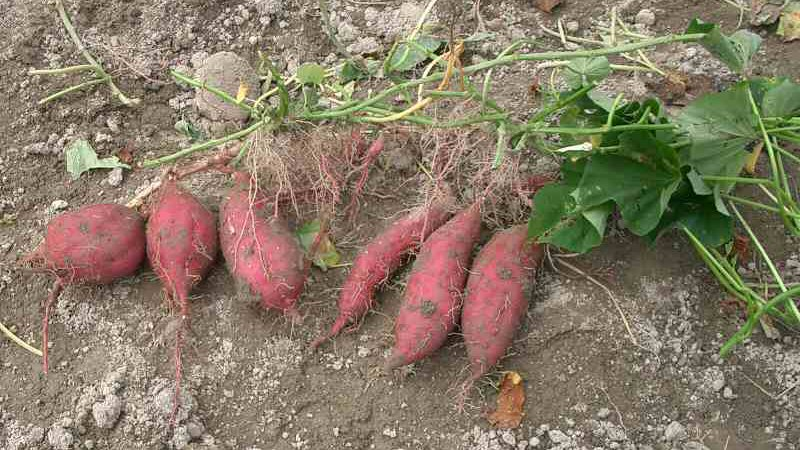
고구마

40여 농가가 특산품인 유자농사를 전문으로 하고있다. 살충제를 거의 쓰지 않아 국립농산물품질관리원으로부터 저농약재배 품질인증을 받았다. 고구마,콩,보리,쌀 농사를 한다.고구마라는 이름의 유래설 중 고구마를 들여와 처음 재배한 곳이 고금도이므로 '고금마 (古今의 마)'로 불렀다고 한다.

### 축업
한우, 흑염소를 기른다.

### 어업
김,미역을 양식하며 패류인 전복, 굴, 조개와 감태를 채취한다. 특산품중 하나는 겨울 김 양식 때 김과 파래에 함께 채취되는 해초인 매생이이다. 가두리양식장, 축양장, 전복양식장, 미역양식장을 운영하며 소득을 올리고 있다.

## 생태계

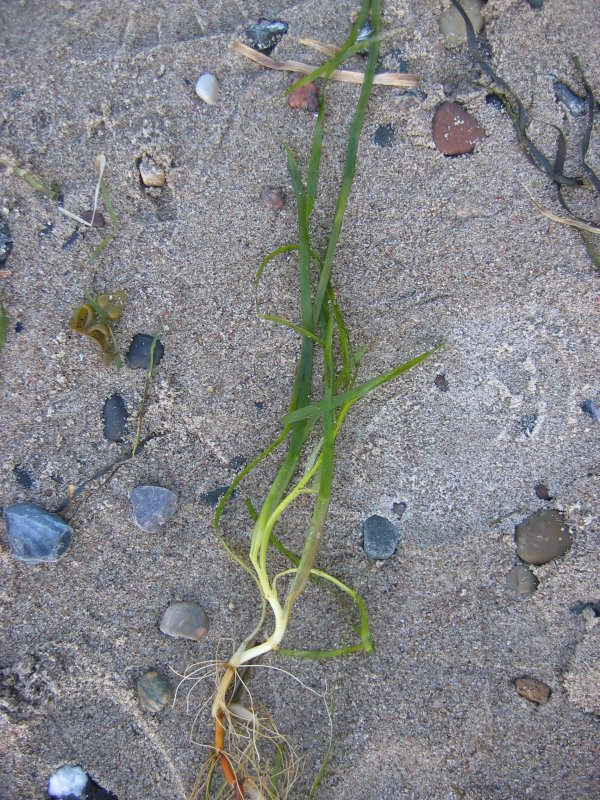
잘피 (방언:진질)

- 잘피 : 개펄에서 자라는 풀의 종류이다. 사투리로 진저리,진질이라고 한다.배고픈 시절 구황식물이기도 했고 보리 농사철 거름으로 쓰이기도 하며 바다 수질 정화 노릇도 한다. 고금도 장항리에 대규모로 서식한다.[7] 썰물이 되어 물이 빠져나가면 미처 빠져나가지 못한 강섬동, 우럭, 광어 등을 맨손으로 잡을 수 있다.[8]
- 비파나무 : 식용 또는 약용으로 쓰인다. 원산지는 일본이며 고금도에서 숲을 이루고있다.
- 감태 : 청정해역의 갯벌에서만 자라는 해조이다. 소라와 전복의 먹이가 되며 말려서 요리를 해먹는다.

## 유배지
- 김노경 - 영조의  사위인 월성위의 직계자손으로 추사 김정희의 친아버지이다. 이조·예조·병조의 판서(정2품)와 사헌부 대사헌(종2품)등을 역임하였다. 효명태자가 사망한 이후 안동김씨가 풍양조씨를 밀어내고 조정의 세력을 잡는 과정에서 고금도에서 4년동안 유배생활을 했다.[9]
- 이도재 - 1884년 갑신정변에 연좌되어 당시 강진현 고금도로 유배되었다. 1895년 갑오경장때 유배에서 풀려나서 1896년 전주에서 전라감사로 재직할 때 각 지역에 분할된 도서를 모아 완도군을 만들었다.
- 이경하 - 조선말기 포도대장. 1882년 임오군란에 책임을 지고 유배되었다.
- 조병갑 - 고부군수. 농민 혁명이 발발하자 파면을 당하고 당시 강진군 고금도로 유배당하였다.
- 백낙구 - 의병장. 1906년 을사조약 늑결에 분개하여 의병 수백명을 이끌고 순천으로 진격하다가 일본군에게 체포되어 완도군 고금도로 유배되었다.
- 황기천(영어판) - 조선의 문신·서예가.장령[10]. 1806년 우의정 김달순을 탄핵하는 합계에 참석하지 않아 용천(龍川)에 유배, 이어 고금도로 이배되었다. 1809년 익종(翼宗) 탄생으로 사면되었다.
- 홍병례 - 1811년 홍경래의 난에 연루되 고금도 연동으로 유배왔다.1864년 귀양에서 풀려났으나 이곳에서 계속 거주하다가 사망하였다. 연동에 위치한 영모사는 홍병례와 그의 제자였던 윤세용, 배학연등을 추모하기 위해 만든 사당이다.
- 홍인한 - 조선 후기의 문신이자 정치인. 정조의 외조부인 홍봉한의 친동생으로 혜경궁홍씨의 친숙부이다. 영조가 죽은 뒤 정조의 등극을 반대하다가 정조가 즉위하자 고금도로 유배되었다.

## 문화재·볼거리
- 《묘당도 이충무공유적 漢文:廟堂島李忠武公遺蹟》- 사적 114호이다. 고금면 덕동리에 위치한다. 이곳은 정유재란 때에 이 충무공이 본영을 설치하고 왜적을 물리쳤던곳이다. 이 충무공이 노량해전에서 명 (明)나라의 진린(陳隣)장군과 함께 왜군과 싸우다가 적의 유탄에 맞아 순국하자 공의 유해를 일단 이곳에 봉안하였다가 아산으로 모셔 장례하였다. 명나라의 장수가 공의 전사를 애석히 여겨 여기서 서혈하고 귀국하였다는 비석이 남아있다.
- 《우수영 전진도첩 漢文:右水營戰陣圖帖》- 전라남도 문화재 자료 163호로 지정되어있다. 1780년 영조 4년에 제작되었으며, 덕동리 충무사에 보관되어있다. 당시 전라우수영의 군사조직과 운영, 바다에서의 작전수행법등을 엿볼 수 있다.
- 《덕동리 패총 漢文:德洞里 貝塚》- 패총은 조개 무덤을 뜻한다. 그 안에 토기 등 그 당시 생활 상을 알 수 있어 중요한 사료적 가치가 있다.
- 《가교리 석성지 漢文:駕轎里 石城址》- 돌로 성을 쌓았던 곳이다.
- 《청룡리 가마터》
- 《청룡리 고인돌 漢文:靑龍里 支石墓》
- 《월송축제》- 월송축제는 이순신장군이 서거한후 83일간 안치했던 장소인 월송대 (충무리 소재)에서 따온 명칭이다.[11] 지역특산품의 판촉행사와 면민체육대회를 한다.
- 《돌미역축제》- 영화 '천년학'의 촬영지인 청학리에서 여는 축제이며, 김뜨기 행사 등 다양한 프로그램을 시행한다.[12]

## 출신 유명인사
- 김기운 (1930년 ~ 1992년) - 고금면 농상리 출신이다. 한국 전쟁 당시 중공군 장군을 생포하여 38개월간 포로로 잡혀있던 당시 미국 24단의 띤소장과 맞교환여 풀려나게 했으며, 이 공로로 미국 금성훈장과 이승만 대통령으로부터 무궁화 훈장을 받았다.[13]
- 박광태 (1943년 6월 2일 ~ ) - 고금면 회룡리 출신이다. 제 9대, 10대 광주광역시의 시장이다.
- 김영록 (1955년 2월 17일 ~ ) - 완도군수, 강진군수, 전라남도 행정부지사, 행자부 총무과장을 역임했으며 현재 국회의원 임기를 이어나가지는 못하였다.